# Salomé Pradas Ten
Salomé Pradas Ten, née le 10 septembre 1978, est une femme politique espagnole membre du Parti populaire (PP). Elle était la Conseillère à la Justice et à l'Intérieur de la Généralité Valencienne (gouvernement autonomique de Communauté Valencienne) lors de l'inondation de Valence, le 29 octobre 2024. Elle fut démise de ses fonctions par Carlos Mazón, Président de la Généralité Valencienne.

## Biographie

### Vie privée
Elle est mariée.

### Profession
Elle est avocate depuis 2001. Elle enseigne le droit privé à l'université Jacques-Ier de Castellón.

### Carrière politique
Elle est élue conseillère municipale de Castellón de la Plana en 2015. Elle est secrétaire à l'Organisation et de la junte locale du PP de Castellón de la Plana.
Le 20 décembre 2015, elle est élue sénatrice pour Castellón au Sénat et réélue en 2016.
Élue députée à l'Assemblée régionale de Valence en mai 2023, elle a été nommée conseillère à l'Environnement dans le gouvernement de Carlos Mazón. En juillet 2024, elle est nommée Conseillère à la Justice et à l'Intérieur. À la suite de la gestion controversée des inondations mortelles d'octobre 2024 causées par une goutte froide, elle est démise de ses fonctions par le président Carlos Mazón.